# 左领军卫
左领军卫，中国古代禁卫军指挥机构。唐朝十六卫之一。

## 历史
隋炀帝大业三年（607年）设左御卫，设左御卫大将军一人，正三品，总其府事；左御卫将军二人，从三品，佐大将军总府事，统诸鹰扬府府兵。又置护军四人，掌副贰将军，护军改虎贲郎将（武贲郎将），又置虎牙郎将（武牙郎将）六人，有长史、录事参军、司仓、司兵、司骑、司铠等员，军士名射声。唐初沿置，唐高祖武德五年（622年），采用前代领军名别置领军府，改左御卫为左领军卫。唐高宗龙朔二年（662年）称左戎卫。咸亨元年（670年）改为左领军卫。光宅元年（684年）改为左玉钤卫。神龙元年（705年）复名左领军卫。
左领军卫设大将军一人、将军二人、中郎将四人，掌管宫禁宿卫，大朝会则穿青铠甲、弓箭刀楯旗等，为左厢仪仗，次立左威卫之下，翊府之翊卫、外府射声番上者，分配之；分兵主守，知皇城西面助铺和京城、苑城诸门，领翊府及诸折冲府府兵。有长史、录事及仓曹、兵曹、骑曹、胄曹四曹参军，司阶、中候、司戈、执戟等属。翊府有中郎将、郎将、兵曹参军事、校尉、旅帅、队正、副队正等。
- 左领军卫大将军一人，正三品。置上将军之前，为左领军卫长官。掌宫禁宿卫。
- 左领军卫将军二员，从三品。协掌宫禁宿卫。

唐德宗贞元二年（788年）设上将军一人，在大将军之上，从二品，管理宫禁宿卫。
辽朝也设置左领军卫，设大将军、上将军、将军，为加官，领折冲都尉、果毅都尉。
北宋左领军卫上将军、大将军、将军为环卫官，无定员、无职掌，多让宗室担任，也作为武臣赠典或武官责降散官。元丰改制后，改左领军上将军三品为从三品。左领军卫大将军降为正四品，左领军卫将军降为从四品。南宋多不除授，宋孝宗隆兴年间复置左领军卫上将军、大将军、将军。

## 人物
- 617年，左御卫大将军薛世雄
- 622年，左领军将军闞稜
- 622年，领军将军安兴贵
- 622年，领军大将军李元吉
- 626年，左领军大将军王君廓
- 631年，左领军将军执失思力
- 632年，左领军将军契苾何力
- 638年，左领军将军刘简
- 641年，左领军将军张大师
- 648年，左领军大将军执失思力
- 651年，左领军将军赵孝祖
- 658年，左领军郎将雷文成
- 678年，左领军员外将军黑齿常之
- 684年，左玉钤卫大将军李孝逸
- 685年，左玉钤卫中郎将淳于处平
- 685年，左玉钤卫将军阿史那元庆
- 699年，左玉钤卫将军论弓仁
- 700年，左玉钤卫将军→左玉钤卫大将军李楷固
- 722年，左领军兵曹权楚璧
- 730年，左领军大将军葛福顺
- 821年，左领军大将军杜叔良
- 935年，左领军卫大将军→左领军卫上将军刘延朗
- 943年，左领军卫将军蔡行遇